# Heřmanovice
Heřmanovice (németül:  Hermannstadt) község Csehországban, Bruntáli járásban. Heřmanovice Zlaté Hory, Bělá pod Pradědem, Město Albrechtice, Vrbno pod Pradědem, Holčovice és Petrovice településekkel határos. Lakosainak száma 344 fő (2024. január 1.).

## Népesség
A település lakosságának változását az alábbi diagram mutatja:
| Lakosok száma | 2768 | 2390 | 2101 | 415  | 521  | 411  | 335  | 340  | 311  | 344  |
|               | 1869 | 1890 | 1921 | 1950 | 1980 | 2001 | 2017 | 2019 | 2022 | 2024 |